# Longicyatholaimus trichurus
Longicyatholaimus trichurus is een rondwormensoort uit de familie van de Cyatholaimidae. De wetenschappelijke naam van de soort is voor het eerst geldig gepubliceerd in 1899 door Cobb.